# L'Isle-d'Abeau
L'Isle-d'Abeau este o comună în departamentul Isère din sud-estul Franței. În 2019 avea o populație de 16.584 de locuitori.

## Evoluția populației
| An        | 1975 | 1982 | 1990 | 1999 | 2006 | 2009 |
| --------- | ---- | ---- | ---- | ---- | ---- | ---- |
| Populație | 300  | 376  | 461  | 643  | 698  | 721  |